# Heristone Wanyonyi
Heristone Wanyonyi Wafula (né le 30 juin 2003) est un athlète kényan, spécialiste de la Marche.

## Biographie
Il remporte le 10 000 m marche des championnats du monde juniors de 2021, à Nairobi au Kenya, en 42 min 10 s 84, signant un nouveau record personnel.

## Palmarès
| Date | Compétition                   | Lieu    | Résultat | Épreuve         | Temps           |
| ---- | ----------------------------- | ------- | -------- | --------------- | --------------- |
| 2021 | Championnats du monde juniors | Nairobi | 1er      | 10 000 m marche | 42 min 10 s 84  |
| 2024 | Championnats d'Afrique        | Douala  | 2e       | 20 km marche    | 1 h 23 min 26 s |

## Records
| Épreuve         | Temps           | Lieu    | Date         |
| --------------- | --------------- | ------- | ------------ |
| 10 000 m marche | 42 min 10 s 84  | Nairobi | 21 août 2021 |
| 20 km marche    | 1 h 23 min 26 s | Douala  | 25 juin 2024 |